# Stanko Barać
Stanko Barać, né le 13 août 1986 à Mostar en Yougoslavie, est un basketteur croate.

## Palmarès

### Championnat d'Europe de basket-ball
- Championnat d'Europe 2007, Espagne
  - 6e